# جونزالو رودريغيز
جونزالو رودريغيز (بالإسبانية: Gonzalo Rodríguez Lafora)‏ (و. 1886 – 1971 م) هو أحيائي، ونفساني، وطبيب نفسي، وطبيب أعصاب، من إسبانيا، ولد في مدريد، توفي في مدريد، عن عمر يناهز 85 عاماً.